# Jeroen Zoet
Jeroen Zoet (født 6. januar 1991 i Veendam i Holland) er en hollandsk målmand.
Han startede sin karriere på ungdomsholdet BV Veendam og kom senere til PSV Eindhoven, hvorfra han blev udlejet til RKC Waalwijk i perioden 2011 til 2013 og senere til FC Utrecht.
Fra 2013 til 2018 spillede han 11 kampe for Hollands landshold.
Han har spillet syv kampe i Eredivisie i perioden 2019-2020 og tre kampe i KNVB Cup i perioden 2019- 2020.